# Li Ru
En aquest nom xinès, el cognom és Li.
Li Ru va ser assessor del senyor de la guerra Dong Zhuo durant la tardana Dinastia Han Oriental de la Xina.

## En la ficció
Li hi era el gendre del senyor de la guerra Dong Zhuo. Va servir com a assessor del seu sogre en diverses campanyes contra Ma Teng, els Deu Assistents, i els posteriors intents de mantenir captiu a l'Emperador Xian per controlar el poder. Quan Dong Zhuo va ser enviat a la capital per fer front als Deu Assistents, Li Ru li va aconsellar que substituïra l'actual emperador Shao pel seu germà menor Xian.
Quan Dong Zhuo va anunciar els seus plans a la cort, Ding Yuan i el seu fill adoptiu Lü Bu van objectar als plans de Dong Zhuo. Dong Zhuo va intentar atacar a Ding Yuan, però després de veure al seu fill adoptiu Lü Bu, Li Ru va dissuadir a Dong Zhuo, probablement salvant-li la vida. L'endemà Ding Yuan va desafiar Dong Zhuo a una batalla fora de la capital amb una força militar petita. Això no obstant, l'exèrcit de Dong Zhuo no era rival per Lü Bu. Li Su, un amic de Lü Bu, oferí portar a Lü al bàndol de Dong Zhuo oferint-li el cavall Llebre Roja. Dong Zhuo es va mostrar reticent, però, seguint el consell de Li Ru, li lliurà el cavall a Lü Bu, que va matar a Ding Yuan, i se va enrolar al bàndol de Dong Zhuo juntament amb Zhang Liao i Gao Shun.
En el 190, Dong Zhuo deposà a l'Emperador Shao, i va manar a Li Ru a assassinar-lo a ell i a la seva mare l'Emperadriu He amb vi enverinat. Li Ru li va oferir a l'Emperador Shao el vi dient “El primer ministre et desitja salut en oferir-te aquesta copa de vi,”, i l'Emperadriu va desafiar a Li Ru a beure-lo. Li Ru es va negar i la consort de l'Emperador va plorar i va demanar que Li Ru la permetera beure el vi per deixar estar a l'Emperor i l'Emperadriu Vídua. Li Ru ho va refusar, i l'Emperadriu li va dir "Seràs condemnat per ajudar al traïdor Dong!”. Li Ru es va enfadar amb açò i va llançar a l'Emperadriu per la finestra més propera abans de forçar el vi per la gola de l'emperador deposat i ordenar d'escanyar a la consort.
Després els divuit senyors regionals, dirigits per Yuan Shao van atacar a Dong Zhuo al Pas Hulao, Li Ru el va recomanar de traslladar la capital de Luoyang a Chang'an i deixar a Lü Bu per emboscar a qualsevol Senyor que provara de perseguir-lo. Gràcies al pla de Li Ru Cao Cao va ser emboscat i gairebé mort abans de ser salvat per Cao Hong, deixant a Dong Zhuo la possibilitat de fer una escapada tranquil·la.
Li Ru va ajudar a Dong Zhuo a establir la seva capital a Chang'an i el seu poder va créixer enormement després que els divuit senyors regionals es van separar després de molts desacords. Després de sentir que Yuan Shao i Gongsun Zan n'estaven lluitant al riu Pan, Li Ru va suggerir a Dong Zhuo que enviara una comanda imperial perquè els dos feren la pau i així aconseguir el suport d'eixos dos senyors. El pla va funcionar i ambdós senyors es van retirar després del raonament de Ma Midi i Zhao Qi.